# 伦敦巴士171号线
伦敦巴士171号线是一条行驶于伦敦的伦敦交通局合约巴士路线。行驶于贝灵厄姆与象堡之间，由伦敦中央巴士运营。

## 历史

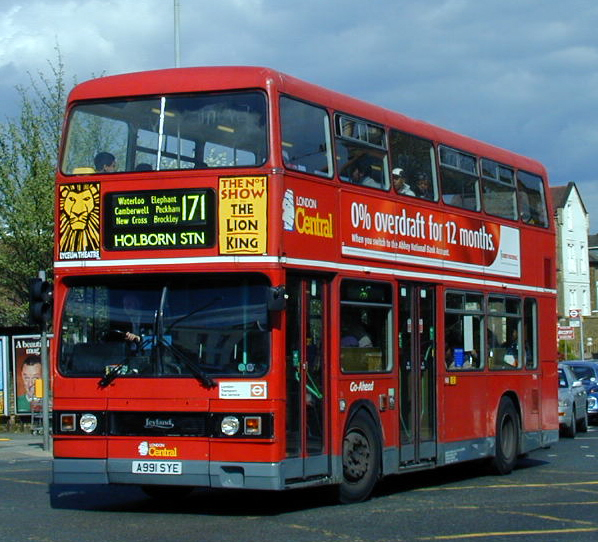
伦敦中央巴士利兰泰坦B15型巴士于森林山（摄于2001年5月）

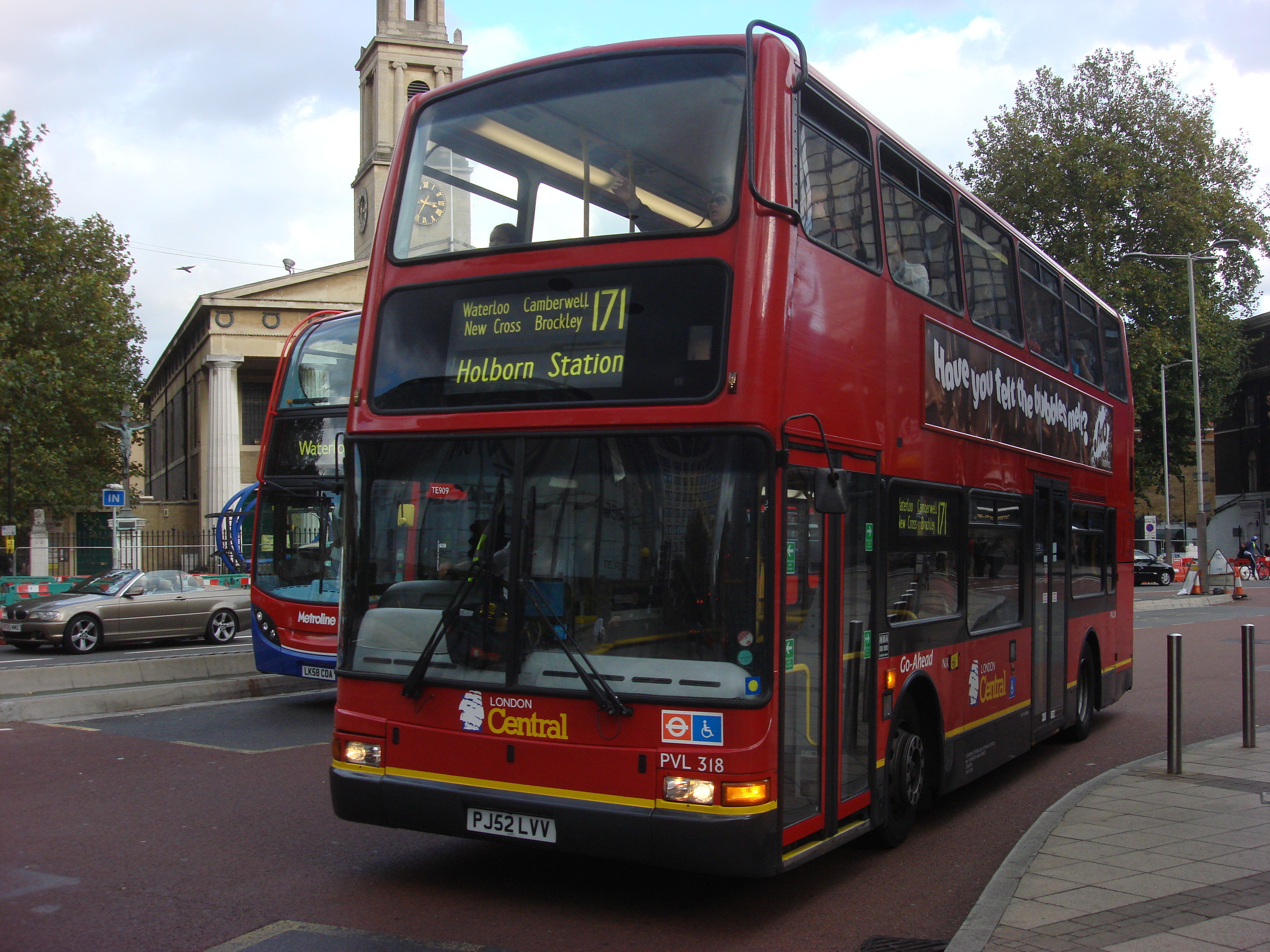
伦敦中央巴士使用富豪B7TL车身的柏斯敦总统型巴士于滑铁卢圣约翰教堂外（摄于2008年10月）

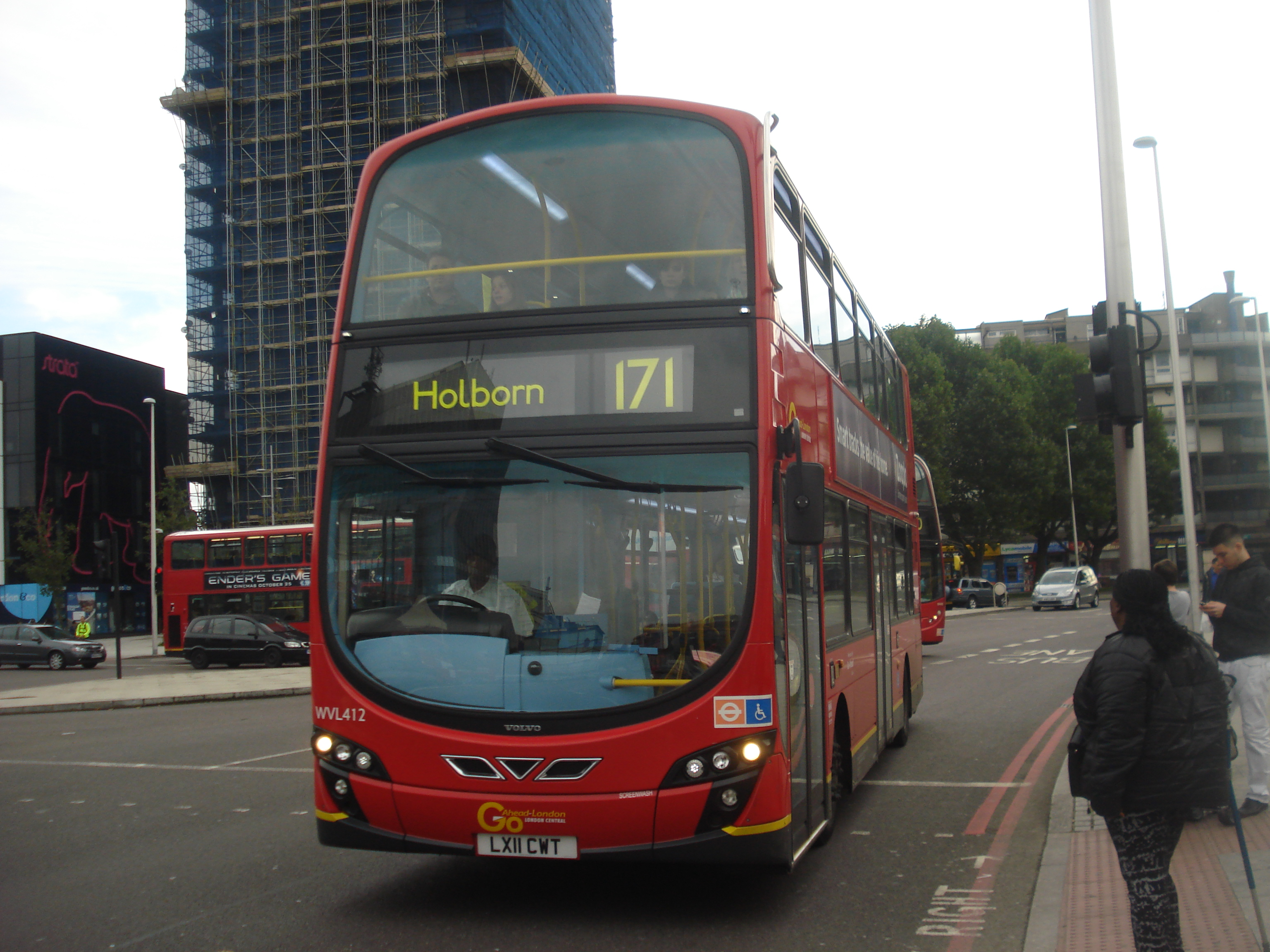
伦敦中央巴士使用富豪B9TL车身的莱特日蚀双子星型巴士于象堡（摄于2013年10月）

### 1952年至1972年
171 号巴士于 1952 年 4 月 6 日在伦敦交通局战后“电车到巴士”转换计划的第七阶段开始运营，用以取代金士威地下电车33号线。线路提供往返托特纳姆与西诺伍德，途径哈林盖、庄园别墅、纽因顿格林、安吉尔 、蔷薇大道、金士威、奧德维奇、维多利亚堤岸、西敏桥、肯宁顿、布里克斯顿的全日服务，并在礼拜日延长至西诺伍德车库。
其中，哈林盖至西诺伍德之前的路段是新辟路段，之前没有伦敦巴士服务。

### 1973年至现在
1996年2月18日，临时爱尔兰共和军成员Edward O'Brien在乘坐171号巴士由奧德维奇前往国王十字的车程中，因自身携带的简易爆炸装置提前爆炸而丧生。该事件亦造成8名同车乘客丧生。
线路重新招标后，伦敦中央巴士仍继续保留该巴士线路，合同自2006年4月29日生效。其后，伦敦中央巴士再次投标并成功保留该线路，新合同自2011年4月30日生效。

## 当前路线
171 号巴士经过以下主要地点：
- 贝灵厄姆，卡特福德巴士车厂
- 卡特福德桥站
- 卡特福德站
- 卡特福德公园站
- 布罗克利十字 往 布罗克里站
- 新十字站
- 新十字门站
- 女王路佩卡姆站
- 坎伯韦尔绿地
- 沃尔沃思
- 象堡站